# Flash (komiks)

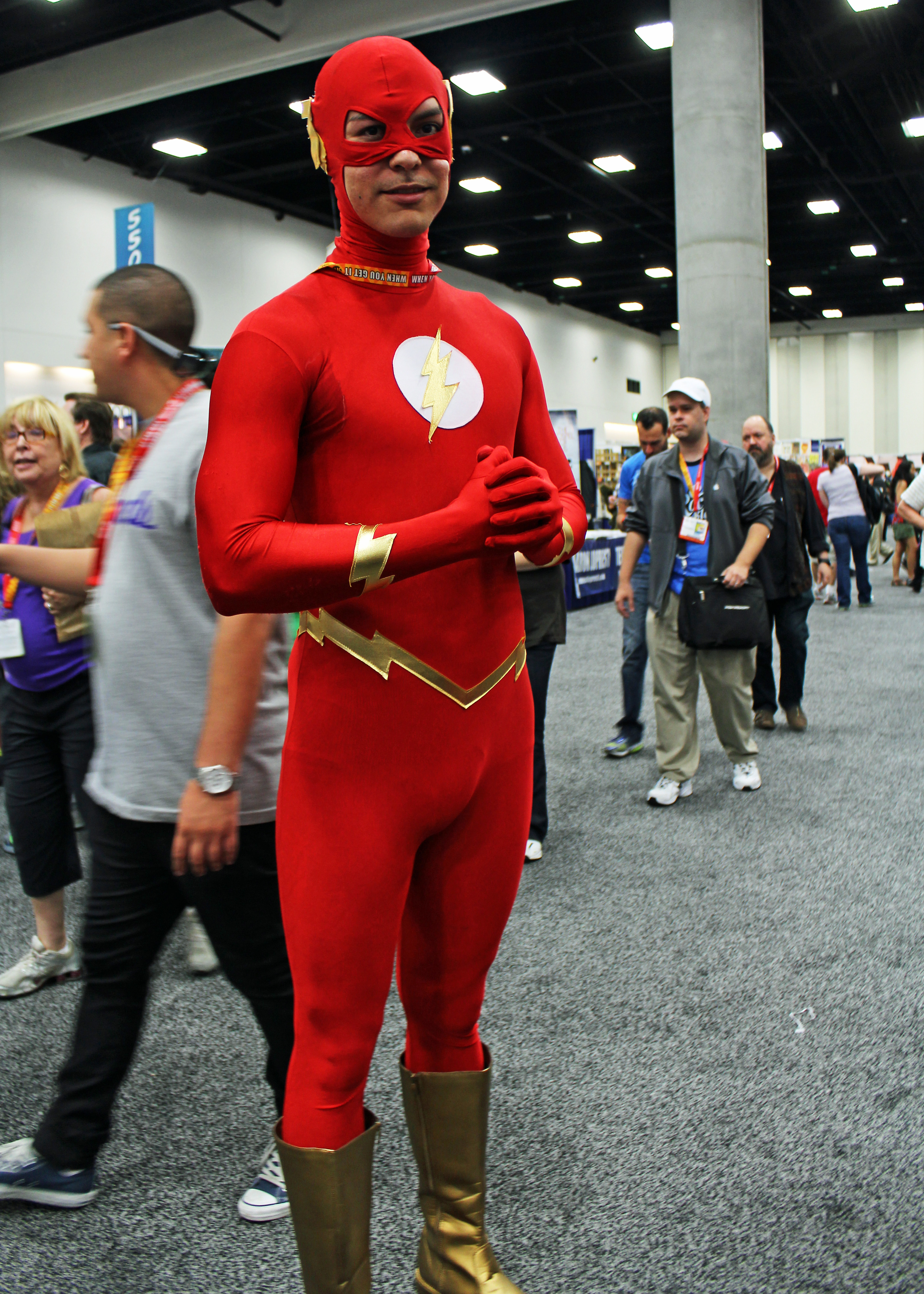
Cosplayer inspirovaný komiksovou postavou Flashe.

Flash je fiktivní postava komiksových příběhů vydávaných nakladatelstvím DC Comics. Poprvé se objevil v komiksovém sešitu Flash Comics #1 v lednu 1940. Je výtvorem tvůrčího dua, které tvořili Gardner Fox a Harry Lampert. Přezdívka Scarlet Speedster vypovídá o jeho superschopnostech - super rychlost, která se projevuje v běhu, myšlení i reflexech. Díky svým superschopnostem dokáže porušit i některé přírodní zákony. Flash je zakládající člen týmu Justice League.
V průběhu let se pod identitou Flashe vystřídali čtyři osoby: vysokoškolský atlet Jay Garrick (1940–1951, 1961–2011), forenzní vědec Barry Allen (1956–1985, 2008–...), Barryho synovec Wally West (1986–2011, 2016–...) a Barryho vnuk Bart Allen (2006–2007).
Jako jedna z hlavních postav DC Comics byl Flash ztvárněn v řadě seriálů, filmů a videoher. V letech 1990–1991 byl natočen 22dílný televizní seriál Blesk, ve kterém Flashe, resp. Barryho Allena, ztvárnil John Wesley Shipp. Od roku 2014 je vysílán seriál The Flash, kde tutéž postavu hraje Grant Gustin. Ve filmech DC Extended Universe hraje postavu od roku 2016 herec Ezra Miller.

## Vydání
Flash se poprvé objevil v roce 1940 v komiksovém sešitu Flash Comics #1 od vydavatelství All-American Publications, ze kterého později vzniklo DC Comics. Postavu stvořili Gardner Fox a Harry Lampert. Jejich Flash byl vysokoškolský atlet Jay Garrick, který získal superrychlost po vdechnutí výparů tvrdé vody. Hned od svých počátků se stal velmi populární postavou. I proto byl začleněn do týmu Justice Society of America, prvního superhrdinského komiksu, jehož příběhy vycházely v komiksu  All Star Comics. Během poklesu zájmu o superhrdiny po konci druhé světové války, byl komiks s Flashem zrušen číslem 104 (v roce 1949). Týmový komiks All Star Comics byl zrušen číslem 57 v roce 1951.
V roce 1956 se DC Comics podařilo oživit zájem o superhrdinské komiksy, čímž spustili tzv. stříbrný věk komiksu. U DC se rozhodli využít příležitost a přepracovat své klasické postavy do modernějšího pojetí. Prvním v pořadí byl právě Flash, který se znovu objevil v sešitě Showcase #4 v říjnu 1956. Ovšem nyní byl Flashem Barry Allen, policejní forenzní vědec, který získal svou superrychlost poté, co se dostal do kontaktu s chemikáliemi, do kterých udeřil blesk. Barry Allen poté přijal přezdívku Scarlet Speedster, pro kterou se rozhodl, jelikož byl čtenářem příběhů o Flashovi ze zlatého věku komiksu (Jaye Garricka). Vlastního komiksu se dočkal brzy poté. The Flash #105 vyšel v roce 1959, autory byli Robert Kanigher, John Broome a Carmine Infantino. Úspěch Flashe pomohl k přepracování a znovuzavedení dalších hrdinů (např. Green Lantern). Vedl také k sestavení nového týmu Justice League of America. V komiksu Flash byla také poprvé použita vydavatelská klička, která vysvětlovala, že Barry Allen a Jay Garrick jsou oba pravými Flashy, ovšem oba žijí v rozdílných paralelních vesmírech. Tyto kroky zahájily budování multiverza DC. Jejich schopnosti jim navíc umožnili překonat bariéru paralelních vesmírů, což je svedlo do společného crossoveru s názvem Flash of Two Worlds (z roku 1961), který byl prvním komiksem, ve kterém se potkali hrdinové zlatého a stříbrného věku.
Barry Allen byl Flashem až do eventu Krize na nekonečnu Zemí (Crisis on Infinite Earths) z let 1985 a 1986, kdy přestala být (číslem 350) vydávána jeho vlastní série. Allen byl dokonce v komiksu Crisis on Infinite Earths #8 usmrcen. Ovšem díky své schopnosti překonávat hranici času se mohl i poté ojediněle objevovat v dalších komiksech.
Třetí inkarnace Flashe, Wally West, se poprvé objevil v roce 1956 v sešitě The Flash (vol. 1) #110, kde působil jako Kid Flash (teenage verze Flashe). Wally West je synovcem Barryho Allena. své schopnosti získal obdobně jako Allen. Jako Kid Flash byl dlouhodobým členem týmu Teen Titans. Identitu Flashe převzal po smrti Barryho Allena v komiksu Crisis on Infinite Earths #12. Své vlastní série se dočkal v roce 1987, kdy začala být vydávána série The Flash (vol. 2). Po událostech eventu Infinite Crisis (z let 2005 a 2006), které vedly k vynechání jednoho roku z kontinuity DC vesmíru, byla série The Flash (vol. 2) zrušena (v čísle 230). Série byla nahrazena komiksem The Flash: The Fastest Man Alive, kde se do role Flashe vrací Barry Allen. Ta skončila číslem 13. Po ní se v roce 2007 vrátila série The Flash (vol. 2) (číslem 231), kde opět působil Wally West.
V roce 2009 se v minisérii The Flash: Rebirth plnohodnotně vrátil Barry Allen. Sérii zpracovali autoři Geoff Johns a Ethan Van Sciver. Roku 2011 byla vydána minisérie Flashpoint, ve které se Barry Allen ocitne ve světě bez Supermana, který sužuje válka mezi Wonder Woman a Aquamanem. Postupně odhalí i další odlišnosti od dosavadní kontinuity (např. Batmanem je místo Bruce Waynea jeho otec Thomas). V průběhu série se ukázalo, že změnu reality způsobil sám Barry Allen, který se s pomocí síly rychlosti dostal do minulosti, ve které zabránil vraždě své matky. Tento zásah ovšem spustil lavinu změn, které téměř vyústily koncem světa. Allen se proto znovu musí vrátit časem, aby sám sobě zabránil zachránit svou matku před jistou smrtí. Nakonec se mu to podaří, ovšem nová změna vede k rozštěpení časových linií vesmíru a k vytvoření nové kontinuity známé jako New 52 verze DC vesmíru. V rámci New 52 začala být vydávána již čtvrtá série o Flashovi, kterou psal Francis Manapul a nejdříve kreslil Brian Buccellato. Série skončila číslem 52.
V roce 2016 došlo k novému relaunchi DC sérií známému jako Znovuzrození hrdinů DC. Kontinuita se zde z většiny vrátila před události Flashpointu, ovšem některé prvky z New 52 zůstaly zachovány. V rámci Znovuzrození již Barry Allen není jediným Flashem. Ukáže se, že Wally West byl celou dekádu uvězněn v proudu síly rychlosti, přičemž zjistil, že Allen nemůže za změnu kontinuity po události Flashpoint, jelikož byl jen nástrojem vyšší entity. Jako padouch se znovu vrací také Reverse-Flash, který navíc, oproti například Allenovi, disponuje pamětí kontinuity před New 52. Cestování časem a chaos okolo různých časových kontinuit zde byl jedním z hlavních motivů. V rámci Znovuzrození hrdinů DC vycházela pátá série, kterou psal Joshua Williamson a nejdříve kreslil Carmine Di Giandomenico. Po 88. díle se série vrátila k číslování z první série, kdy čísla 751 až 762 psal dále Williamson. V čísle 763 ho po čtyřech letech u titulu nahradil scenárista Kevin Shinick, který u série vydržel jen do čísla 766. Číslo 767 napsal Andy Lanning. Od čísla 768 až do závěrečného čísla 800 psal sérii Jeremy Adams. Adamsovým nejčastějším kreslířem byl Fernando Pasarin. Pod hlavičkou Dawn of DC začala v září 2023 vycházet šestá série, kterou psal Simon Spurrier a nejdříve kreslil Mike Deodato, Jr.
Vlastní série:
- The Flash Vol. 1 #1–104 (1940–1949)
- The Flash Vol. 1 #105–350 (1959–1985)
- The Flash Vol. 2 #1–250 (1987–2009)
- The Flash Vol. 3 #1–13 (2010–2011)
- The Flash Vol. 4 #1–52 (2011–2016) (New 52)
- The Flash Vol. 5 #1–88 (2016–2020) (Znovuzrození hrdinů DC)
- The Flash Vol. 1 #750–800 (2020–2023)
- The Flash Vol. 6 #1–... (2023–...)

## Česká vydání
- 2013 – Flash: Znovuzrození, (autoři: Geoff Johns a Ethan van Sciver: The Flash: Rebirth #1–6, 2009–2010)

- Edice DC komiksový komplet:
  - 2017 – DC komiksový komplet 023: Flash: Zrozen k běhu, (autoři: Mark Waid s Greg Larocque: The Flash (Vol. 2) #62–65, 1992; s David Brewer: The Flash Annual #8, 1995; s Jim Aparo: Speed Force #1, 1997; s Pop Mhan: The Flash 80-Page Giant #1, 1998 + John Broome a Carmine Infantino: The Flash (Vol. 1) #135, 1963).
  - 2018 – DC komiksový komplet #042: Flash: Válka Lotrů, (autoři: Geoff Johns a Howard Porter: The Flash (Vol. 2) #220–225, 2005 + John Broome a Carmine Infantino: Showcase #8, 1957).
  - 2018 – DC komiksový komplet #050: Flash: Návrat Barryho Allena, (autoři: Mark Waid a Greg LaRocque: The Flash (Vol. 2) #74–79, 1993 + Jim Shooter a Curt Swan: Superman (Vol. 1) #199, 1967).
  - 2019 – DC komiksový komplet #067: Flash: Zkrotit bouři, (autoři: Danny Bilson, Paul DeMeo, Ken Lashley, Sal Velluto, Ron Adrian a Andy Smith: The Flash: The Fastest Man Alive (Vol. 1) #1–6, 2006–2007 + Mark Waid a Humberto Ramos: Impulse (Vol. 1) #1, 1995).
  - 2019 – DC komiksový komplet #072: Flashpoint, (autoři: Geoff Johns a Andy Kubert: Flashpoint (Vol. 2) #1–5, 2011 + John Broome a Carmine Infantino: The Flash (Vol. 1) #139, 1963)
  - 2020 – DC komiksový komplet #093: Flash: Smrtící rychlost, (autoři: Mark Waid, Salvador Larroca, Carlos Pacheco a Oscar Jimenez: The Flash (Vol. 2) #95–100, 1994–95 + John Broome a Carmine Infantino: The Flash (Vol. 1) #125, 1961).

- Flash Vol. 5 (Znovuzrození hrdinů DC):
  - 2018 – Flash 1: Když blesk udeří dvakrát, (autoři: Joshua Williamson, Carmine Di Giandomenico, Neil Googe a Felipe Watanabe: The Flash (Vol. 5) #1–8 a The Flash: Rebirth, 2016).
  - 2018 – Flash 2: Rychlost temnoty, (autoři: Joshua Williamson, Jorge Corona, Davide Gianfelice, Neil Googe a Felipe Watanabe: The Flash (Vol. 5) #9–13, 2016–2017).
  - 2019 – Flash 3: Ranaři vracejí úder, (autoři: Joshua Williamson, Carmine Di Giandomenico, Davide Gianfelice, Neil Googe, Jesús Merino: The Flash (Vol. 5) #14–20, 2017).
  - 2019 – Batman / Flash: Odznak, (autoři: Tom King, Joshua Williamson a Jason Fabok: Batman Vol. 3 #21–22, 2017; Joshua Williamson a Howard Porter: The Flash (Vol. 5) #21–22, 2017).
  - 2019 – Flash 4: Bezhlavý úprk, (autoři: Joshua Williamson, Carmine Di Giandomenico, Pop Mhan, Neil Googe, Ryan Sook, Howard Porter a Paul Pelletier: The Flash (Vol. 5) #23–27, 2017).
  - 2019 – Flash 5: Negativ, (autoři: Joshua Williamson, Carmine Di Giandomenico, Pop Mhan, Christian Duce, Neil Googe a Gus Vazquez: The Flash (Vol. 5) #28–32, 2017).
  - 2020 – Flash 6: Když zamrzne peklo, (autoři: Joshua Williamson, Michael Moreci, Howard Porter, Pop Mhan, Scott McDaniel: The Flash (Vol. 5) #33–38 a The Flash Annual #1, 2017–18).
  - 2020 – Flash 7: Dokonalá bouře, (autoři: Joshua Williamson, Carlos D'Anda, Carmine Di Giandomenico, Christian Duce a Dan Panosian: The Flash (Vol. 5) #39–45, 2018).
  - 2021 – Flash 8: Válka Flashů, (autoři: Joshua Williamson, Christian Duce, Scott Kolins a Howard Porter: The Flash (Vol. 5) #46–51 a The Flash (Vol. 5) Annual #1, 2018).
  - 2021 – Flash 9: Konfrontace zdrojů, (autoři: Joshua Williamson, Christian Duce a Scott Kolins: The Flash (Vol. 5) #52–57, 2018).
  - 2022 – Flash 10: Zdrojová pouť, (autoři: Joshua Williamson, Christian Duce, Minkyu Jung a Rafa Sandoval: The Flash (Vol. 5) #58–63, 2018–2019).
  - 2022 – Flash 11: Největší podfuk všech dob, (autoři: Joshua Williamson a Scott Kolins: The Flash (Vol. 5) #66–69 a The Flash (Vol. 5) Annual #2, 2019).
  - 2022 – Flash 12: Smrt a zdroj rychlosti, (autoři: Joshua Williamson, Scott Kolins a Rafa Sandoval: The Flash (Vol. 5) #76–81, 2019).
  - 2023 – Flash 13: Vláda Ranařů, (autoři: Joshua Williamson, Christian Duce a Rafa Sandoval: The Flash (Vol. 5) #75 a #82–87, 2019–20).
  - 2023 – Flash 14: Doba Flashů, (autoři: Joshua Williamson, Christian Duce, Carlo Pagulayan, Brandon Peterson, Howard Porter, Rafa Sandoval, Stephen Segovia: The Flash (Vol. 5) #88, The Flash (Vol. 1) #750–755 a The Flash Annual #3, 2020).
  - 2023 – Flash 15: Cílová čára, (autoři: Joshua Williamson, Christian Duce, Scott Kolins, Howard Porter, Rafa Sandoval: The Flash (Vol. 1) #756–762, 2020).

- 2023 – Flash: Nejrychlejší muž světa, (autoři: Kenny Porter, Juan Ferreyra, Jason Howard, Ricardo Lopez Ortiz: The Flash: The Fastest Man Alive #1–3, 2022).

## Film a televize

### Film
- 2016 – Batman v Superman: Úsvit spravedlnosti – americký film, režie Zack Snyder, ve vedlejší roli Ezra Miller
- 2016 – Sebevražedný oddíl – americký film, režie David Ayer, ve vedlejší roli Ezra Miller
- 2017 – Liga spravedlnosti – americký film, režie Zack Snyder, film ovšem dokončil Joss Whedon, v hlavní roli Ezra Miller
  - 2021 – Liga spravedlnosti Zacka Snydera – americký film, upravený režisérský sestřih podle původní vize Zacka Snydera, v hlavní roli Ezra Miller
- 2023 – Flash – americký film, režie Andy Muschietti, v hlavní roli Ezra Miller

### Televize
- 1991 – Blesk – americký televizní seriál o 22 epizodách, v hlavní roli John Wesley Shipp
- 2014–... – Flash – americký televizní seriál o prozatím 167 epizodách, v hlavní roli Grant Gustin (Barry Allen), dále hrají Keiynan Lonsdale (Wally West / Kid Flash) a John Wesley Shipp (Jay Garrick / Flash)
- 2022 – Peacemaker – ve vedlejší roli Ezra Miller